# Dig-It
La Dig-It International Records S.r.l. è stata una casa discografica attiva dagli anni '70 alla fine degli anni '90.

## Storia
Fondata, dapprima solo come casa di edizioni musicali, agli inizi degli anni '70 da Pippo La Rosa, Claudio Damiani, Vitaliano Caruso ed Eugenio Del Sarto, la Dig-It ha pubblicato, nel corso degli anni, dischi di artisti come Mario Tessuto, Umberto Napolitano, Ivan Graziani, Vanna Brosio, Gian Pieretti e Cocky Mazzetti.
Da sottolineare in questi anni la collaborazione attiva del maestro Caruso, che oltre a seguire la produzione artistica di svariati artisti dell'etichetta come ad esempio gli ABBA, firmò anche alcuni dei successi e che qualche anno più tardi sarà alla guida dell'UNCLA, l'Unione Nazionale Compositori Librettisti Autori.
La Dig-It ha spaziato in vari generi, dal pop melodico alla disco music; uno dei maggiori successi dell'etichetta è stato, nel 1976, 15 anni, incisa dal gruppo I vicini di casa.
Per la distribuzione si è affidata, per molto tempo, alla Dischi Ricordi.
La Dig-It distribuì inoltre in Italia alcune etichette estere; tra i nomi pubblicati in Italia i più noti sono senza dubbio gli ABBA.
I primi dischi furono stampati con una etichetta con due emisferi, bianco sopra e rosso sotto: successivamente l'etichetta fu sostituita da una foto che ritraeva pale picconi e cappelli da minatori. Questa scelta alludeva al nome dell'etichetta, infatti in lingua inglese dig it, oltre a essere un'esortazione, corrisponde letteralmente al verbo "scavare" (to dig).
Fra le prime produzioni, i cosiddetti dischi da juke box: nel 1972 venne pubblicato il 45 giri Lady Lay / Tira Tira rispettivamente di Pierre Groscolas e de l'Armata Brancaleone, in base alla logica di pubblicare un successo di un autore diverso per ogni lato.
La produzione fu notevole; negli anni '90 l'etichetta si convertì anche alla produzione e distribuzione della cosiddetta Eurodance, musica dance commerciale - anche tramite una serie di sottoetichette. In tale genere di musica, non occorreva più l'esistenza di studi di registrazione, considerando che il prodotto musicale veniva fornito già completo e mixato dagli autori, spesso dj di discoteca.
L'esperienza della Dig-It si concluse, senza clamore, negli anni '90, con una serie di ordinanze e la finale chiusura. L'ultima produzione originale conosciuta è la compilation Venerdì '70 Vol. 2 del 1997, una raccolta con numero di catalogo DLP 11030, pubblicata anche su cassetta e CD (DCD 11130) presentata da Claudio Cecchetto e Radio Capital. Successivamente, le produzioni della Dig-it diventano difficilmente identificabili; vengono certamente pubblicati molti mix (in parte solo promo, ad uso discoteca) spesso - come altri dischi - su licenza, al modo di ristampe di vecchi dischi, sempre su licenza. Fra il 1997 ed il 1999 moltissimi sono i titoli "mix" o "raccolta"; l'ultimo è dei Sugarhill Gang : Rapper's Delight, una canzone del 1979, pubblicata da Dig-It nel 1999.
L'ultima sede della Dig It International fu a Milano in via Mecenate, strada nota per aver ospitato le sedi di altre famose etichette "minori" come la New Music International, Discomagic, Dancework SRL. Nella stessa zona c'erano anche case come la D.V. More, Level One.
La Dig-It negli ultimi tempi, in un tentativo di limitare i costi fissi, si spostò per breve tempo al numero 15 di via Fantoli, sempre a Milano.
Dal 2009 riprende l'attività - solo virtuale, attraverso l'emissione di files audio - della Dig-It, con il graduale passaggio dei brani ad una nuova azienda, la "Dig It Al Mark" prima, e "Digital Dig-it" poi, entrambe intese come entità connesse a Dig-it. Dal 2013 non risulta più alcuna attività.

## Principali dischi pubblicati
La datazione è presa dall'etichetta del disco, sul vinile o sulla copertina; qualora nessuno di questi elementi avesse una datazione, il riferimento è preso dalla numerazione del catalogo.

### 33 giri
| Numero di catalogo | Anno | Interprete             | Titoli                 |
| ------------------ | ---- | ---------------------- | ---------------------- |
| MS 0001            | 1974 | ABBA                   | Waterloo               |
| MS 0004            | 1974 | Gian Pieretti          | Cianfrusaglie          |
| MS 0006            | 1974 | Ivan Graziani          | Tato Tomaso's Guitars  |
| MS 0008            | 1974 | Anna Mazzamauro        | Anna Mazzamauro        |
| PL 3002            | 1975 | ABBA                   | ABBA                   |
| PL 3005            | 1976 | ABBA                   | Greatest Hits          |
| PL 3008            | 1976 | ABBA                   | Arrival                |
| PL 3010            | 1977 | Gianni Neri            | Sono nato per errore   |
| PL 3012            | 1978 | ABBA                   | The Album              |
| PL 3018            | 1979 | Momo Yang              | Olè                    |
| PL 3023            | 1980 | Sterling Saint-Jacques | Sterling Saint-Jacques |
| PL 12042           | 1991 | Umberto Napolitano     | Riccioli               |

### 45 giri - Serie DG
| Numero di catalogo | Anno | Interprete                                                  | Titoli                                        |
| ------------------ | ---- | ----------------------------------------------------------- | --------------------------------------------- |
| DG 1111            | 1975 | Gian Pieretti                                               | Aranciata/Piove piove                         |
| DG 1115            | 1975 | ABBA                                                        | I Do, I Do, I Do, I Do, I Do/Rock Me          |
| DG 1119            | 1975 | Pierfranco Castelli                                         | Prima di cominciare/Dolcemente                |
| DG 1120            | 1975 | Speedway People (sul lato A)/Pierre Groscolas (sul lato B)  | Cheri Bab/Mamalou                             |
| DG 1124            | 1975 | ABBA                                                        | S.O.S./Mamma Mia                              |
| DG 1126            | 1976 | Milla Sannoner                                              | Far l'amore è facile/Gli uomini               |
| DG 1131            | 1976 | ABBA                                                        | Fernando/Tropical Loveland                    |
| DG 1134            | 1976 | I vicini di casa                                            | 15 anni/Lo spazzolino                         |
| DG 1136            | 1976 | ABBA                                                        | Dancing Queen/That's Me                       |
| DG 1140            | 1976 | Il Nuovo Raccolto                                           | Ho sbagliato io/Arrivederci a domani          |
| DG 1142            | 1977 | Pierfranco Castelli                                         | Dentro di me/Marianna                         |
| DG 1143            | 1977 | ABBA                                                        | Money, Money, Money/Knowing Me, Knowing You   |
| DG 1148            | 1977 | I vicini di casa                                            | Scubidubidubidu scubidubidubida/Un giocattolo |
| DG 1166            | 1977 | ABBA                                                        | The Name of the Game/I Wonder (Departure)     |
| DG 1169            | 1977 | I vicini di casa                                            | Scuola/L'albero di Jonathan                   |
| DG 1172            | 1978 | I vicini di casa                                            | Flirt/Mama Y Mama E                           |
| DG 1173            | 1978 | ABBA                                                        | Take a Chance on Me/I'm a Marionette          |
| DG 1177            | 1978 | Vanna Brosio                                                | L'aquilone/L'aquilone (strumentale)           |
| DG 1179            | 1978 | Hervé Vilard                                                | Io vivrò/Autostop                             |
| DG 1185            | 1979 | Hervé Vilard                                                | Solamente noi/Nous (Donna donna mia)          |
| DG 1188            | 1979 | Pier Franco Castelli                                        | C'eri tu/frena                                |
| DG 1190            | 1979 | Mario Tessuto                                               | Sì o sì/Testa o croce                         |
| DG 1192            | 1980 | I Vianella                                                  | Era carnevale/E' per vivere                   |
| DG 1199            | 1980 | Donato Ciletti                                              | Mi manchi tu/Amo                              |
| DG 1200            | 1980 | I vicini di casa                                            | Amore nascosto/Mare blu                       |
| DG 1207            | 1981 | Tony Labriola                                               | Che trovata geniale/Dai                       |
| DG 106             | 1995 | Le Teste Sciroppate (sul lato A)/Pino Campagna (sul lato B) | Senti come puzzi/Di Pietro Let's Go           |

### 45 giri - Serie MM
| Numero di catalogo | Anno | Interprete     | Titoli                                     |
| ------------------ | ---- | -------------- | ------------------------------------------ |
| MM 0021            | 1974 | ABBA           | Waterloo/Honey, Honey                      |
| MM 0024            | 1974 | Reattori caldi | Senza tempo noi/Il mio cuore è un reattore |
| MM 0031            | 1974 | ABBA           | Hasta Mañana/Watch Out                     |
| MM 0039            | 1974 | Gian Pieretti  | Canada/Ragioni di vita/Io pazzo no         |

### 45 giri mix
| Numero di catalogo | Anno | Interprete          | Titoli            |
| ------------------ | ---- | ------------------- | ----------------- |
| DMX 10087          | 1993 | Gianni Drudi        | Ma che ca*zo dici |
| DMX 10098          | 1993 | Le Teste Sciroppate | Senti come puzzi  |

### Juke Box - Serie JB
| Numero di catalogo | Anno | Interprete                             | Titoli                                   |
| ------------------ | ---- | -------------------------------------- | ---------------------------------------- |
| JB 7               | 1975 | ABBA (sul lato A)/Pier Franco Castelli | I Do, I Do, I Do, I Do, I Do/Se torni tu |

## Riferimenti
- Catalogo internazionale

https://www.discogs.com/label/Dig+It+International
- Ultima produzione del 1997

https://www.discogs.com/Various-Venerdi-70-Vol-2/release/340185
- Indice delle ordinanze (giurisprudenza) a nome :

Dig It International Records s.r.l., 80/92
Dig It International s.r.l., 354/95;386/96, 928/03
http://www.scribd.com/doc/49679579/INDICE-DELLE-PARTI-DELLA-GIURISPRUDENZA-PUBBLICATA-bis
- Storico etichette discografiche lombardia

http://www.music-boss.com/case_discografiche_lombardia.htm